# Диоцез Осло

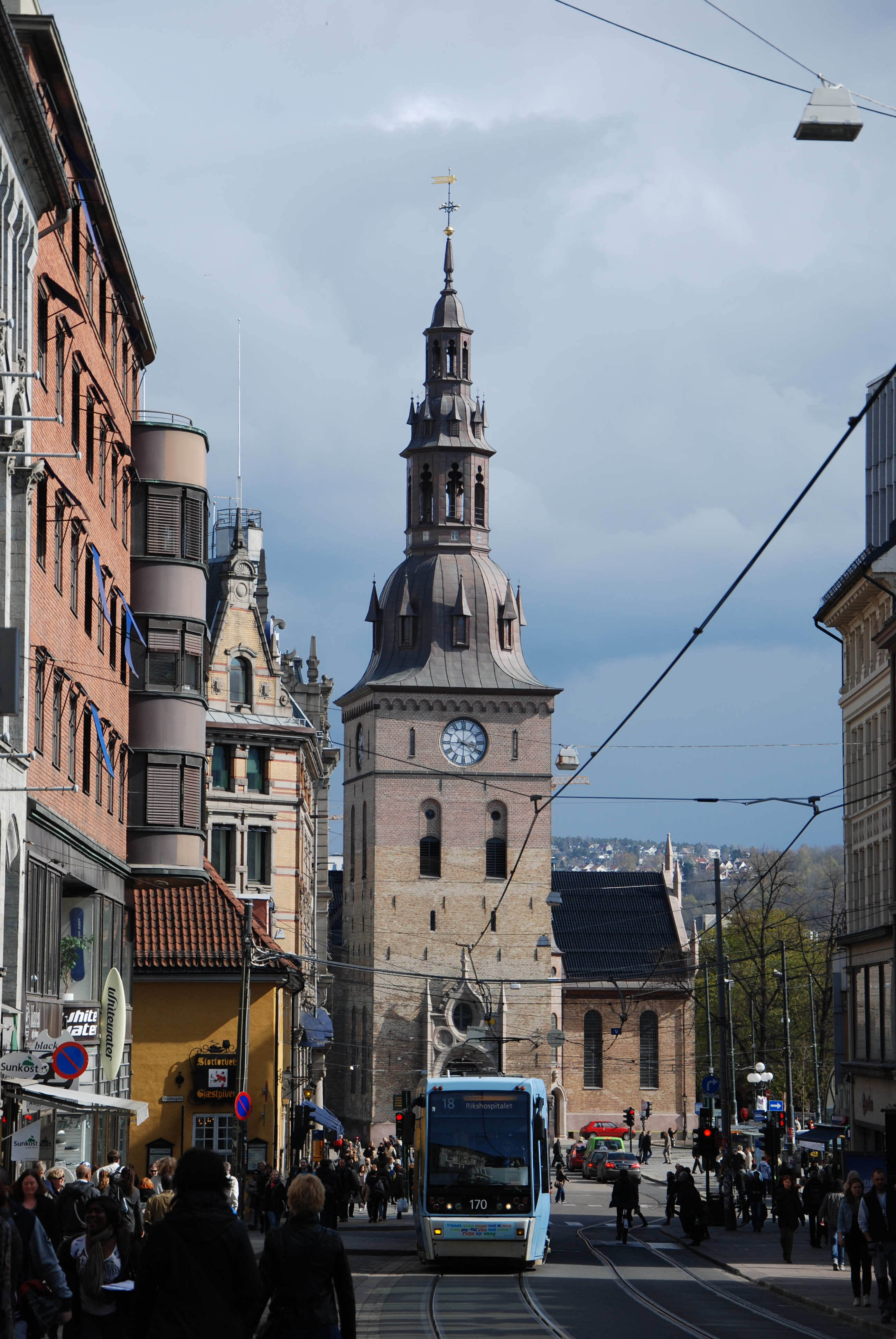
Собор Осло

Расположение диоцеза Осло

Диоцез Осло (норв. Oslo bispedømme) — один из одиннадцати диоцезов Церкви Норвегии. Один из пяти традиционных диоцезов Норвегии, основано приблизительно в 1070 году. Включает Осло, Аскер и Берум; насчитывает 7 пробств и 55 приходов.
Кафедральным собором диоцеза является Собор Осло.

## История
Диоцез в Осло был основан в 1068 году. Первоначально он был суффраганом архиепархии Гамбурга-Бремена, с 1104 года — суффраганом Лунда, а начиная с 1152 года — Нидароса. В то время диоцез охватывал территории (современных) Осло, Акерсхус, Бускеруд (кроме Халлингдала), Хедмарк (кроме северной части Эстердалена), Оппланн (кроме Валдреса), Телемарк, Вестфолл и Эстфолл, а также провинцию Бохуслен и приходы в Идре и Сярне.
В 1152 году от диоцеза Осло отделился диоцез Хамара, но в 1541 году был вновь объединён с Осло (вместе с северной частью Эстердалена из диоцеза Нидарса). В 1631 году регионы Халлингдал и Валдрес были перенесены из диоцеза Ставангера в Осло; взамен Осло передал Ставангеру часть Телемарка. В 1644 году Норвегия утратила приходы Идре и Сярна, а в 1658 году — провинцию Бохуслена; эти территории отошли Швеции. В 1864 году Хамар (вместе с Хедмарком и Оппланном) был снова отделён от Осло. Оставшаяся часть Телемарка в том же году отошла диоцезу Кристиансанна (см. диоцез Агдера и Телемарка).  В 1948 году от диоцеза отделили Вестфолл и Бускеруд для образования нового диоцеза Тунсберга; в 1969 году были отделены Акерсхус и Эстфолл, образовавшие диоцез Борга.
В наши дни диоцез Осло охватывает только Осло и коммуны Аскер и Берум в фюльке Акерсхус.

## Епископы
Епископы Осло после протестантской Реформации, когда Норвегия перешла от католичества к лютеранству:
- 1541 — 1545 Ханс Рев
- 1545 — 1548 Андерс Мадссон
- 1548 — 1580 Франц Берг
- 1580 — 1600 Йенс Нильссон
- 1601 — 1607 Андерс Бендссон Далл
- 1607 — 1617 Нильс Клауссон Сеннинг
- 1617 — 1639 Нильс Симонсен Глоструп
- 1639 — 1646 Олуф Босен
- 1646 — 1664 Хеннинг Стокфлет
- 1664 — 1699 Ханс Росинг
- 1699 — 1712 Ханс Мунк
- 1713 — 1730 Варфоломеус Дейхман
- 1731 — 1737 Педер Херслеб
- 1738 — 1758 Нильс Дорф
- 1758 — 1773 Фредрик Наннестад
- 1773 — 1804 Кристиан Смидт
- 1805 — 1822 Фредрик Юлиус Бех
- 1823 — 1845 Кристиан Серенсен
- 1846 — 1874 Йенс Лауриц Аруп
- 1875 — 1893 Карл Петер Парелиус Эссендроп
- 1893 — 1896 Фредрик Вильгельм Клумпп Бугге
- 1896 — 1912 Антон Христиан Банг
- 1912 — 1922 Йенс Фрёлих Тандберг
- 1922 — 1937 Йохан Лунде
- 1937 — 1951 Эйвинд Йозеф Бергграв
- 1951 — 1968 Юханнес Смемо
- 1968 — 1973 Фритьоф Сёйланд Биркели
- 1973 — 1977 Коре Стёйлен
- 1977 — 1998 Андреас Орфлот
- 1998 — 2005 Гуннар Столсетт
- 2005 — 2017 Оле Кристиан Кварме
- 2017 — н. в. Кари Вайтеберг